# 巴索姆 (紐約州)
巴索姆（英語：Basom）是位於美國紐約州傑納西縣的非建制地區。

## 歷史
巴索姆的郵局自1889年營運至今。

## 地理
巴索姆所處的海拔為高於海平面218米（即715英呎），而該地所採用的時區為UTC-5，即北美东部时区（EST）。同時該地設有夏令時間，為UTC-5調快一小時，即UTC-4（EDT）。